# Camptomyia webii
Camptomyia webii är en tvåvingeart som beskrevs av Kashyap 1989. Camptomyia webii ingår i släktet Camptomyia och familjen gallmyggor. Inga underarter finns listade i Catalogue of Life.